# Olonimia
L'olonimia (dal greco holon = intero e onoma = nome) è una relazione semantica. L'olonimia indica la relazione tra un termine che indica l'intero (l'olonimo) e un termine che ne rappresenta una parte, o un membro (un meronimo).  Ovvero,
X è un olonimo di Y se Y è parte di X, o
X è un olonimo di Y se Y è membro di X.
Ad esempio, l'albero è un olonimo di 'corteccia', o 'tronco'.
L'olonimia rappresenta il concetto opposto della meronimia.